# Bursera fagaroides
Bursera fagaroides, llamada comúnmente palo mulato, es una especie del género Bursera. Se distribuye desde el suroeste de Estados Unidos hasta Oaxaca (México). Es el miembro principal de un complejo de especies cuya taxonomía es difícil y aún no está bien estudiada.

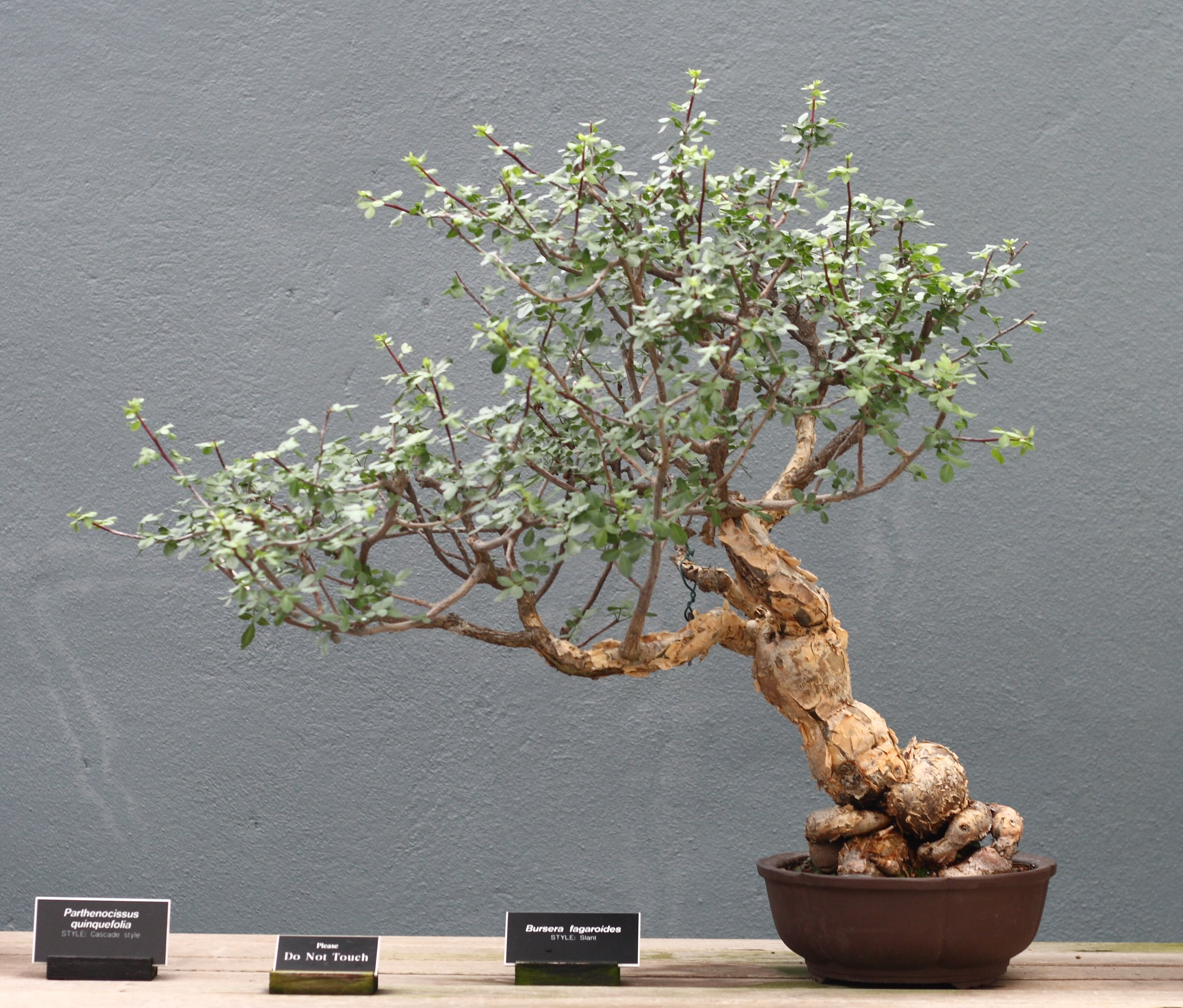
Como bonsái

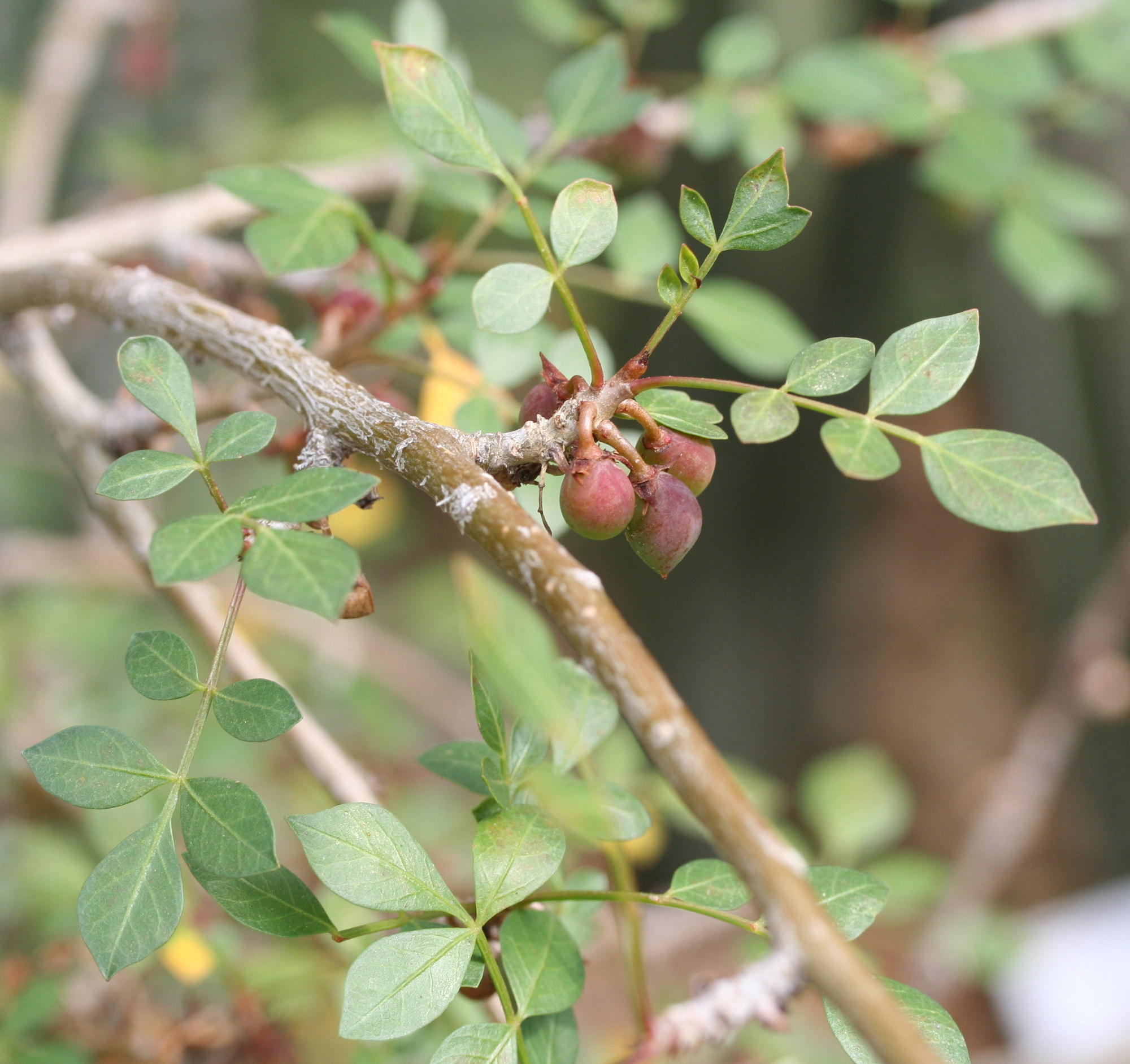
Frutos

## Descripción
B. fagaroides es normalmente un arbusto, aunque puede llegar a tener el porte y la talla de un árbol de hasta 10 m de altura y tronco de hasta 30 cm de grosor. La corteza de color beige a amarillento, se desprende en láminas con facilidad. La resina es un látex blanco a cremoso, mientras en las ramas jóvenes es transparente y ligeramente perfumado. Las hojas son imparipinnadas de 2 a 3,5 cm de longitud, folíolos de 3 a 5 (6) pares, obtusos de 0,5 a 2 cm de longitud por 0,3 a 1 cm de ancho, ápice obtuso, margen subdentado, base cuneada, nervaduras pinneadas muy conspícuas, láminas de los folíolos glabras en ambas superficies.
 
Las flores nacen en un racimo corto, poco numeroso, aunque también pueden surgir solitarias o en pares en el ápice de las ramas. Es planta dioica o en ocasiones hermafrodita con pétalos de 3 a 6 mm de longitud, blanquecinos; cáliz de 1 a 2 mm de longitud, glabro, estambres generalmente 6, a veces 8 a 10; óvulo sésil, con 3 lóbulos. El fruto es una drupa casi esférica con tres valvas de aproximadamente 5 a 8 mm, de color rojo amarillento al madurar.

## Usos
Su madera se utiliza para leña.

## Taxonomía
Bursera fagaroides fue descrita por Carmen Lelia Cristóbal y publicado en Botanische Jahrbücher für Systematik, Pflanzengeschichte und Pflanzengeographie 1(1): 44. 1880

#### Etimología
Ver: Bursera
fagaroides: epíteto que combina el nombre del género Fagus y el sufijo griego οιδες (-oides); "semejanza"; propiamente "semejante a Fagus", refiriéndose a la similitud en la apariencia de las hojas de la planta con las especies de susodicho género.

#### Sinonimia
| - Amyris fagaroides Spreng. - Amyris ventricosa La Llave ex Schltdl. - Bursera covillei (Rose) Engl. - Bursera inaguensis Britton - Bursera lonchophylla Sprague & L.Riley - Bursera obovata Turcz. - Bursera odorata Brandegee - Bursera purpusii Brandegee - Bursera schaffneri S.Watson - Bursera tenuifolia Rose - Commiphora inaguensis (Britton) M.Moncada Ferrera - Elaphrium covillei Rose - Elaphrium fagaroides Kunth basónimo - Elaphrium inaguense (Britton) Rose - Elaphrium lonchophyllum (Sprague & Riley) J.G.Ortega - Elaphrium obovatum (Turcz.) Rose - Elaphrium odoratum (Brandegee) Rose - Elaphrium purpusii (Brandegee) Rose - Elaphrium schaffneri (S.Watson) Rose - Elaphrium tenuifolium Rose - Terebinthus fagaroides (Kunth) Rose - Terebinthus inaguensis Britton - Terebinthus odorata Rose - Terebinthus schaffneri (S. Watson) Rose - Terebinthus tenuifolia (Rose) Rose |

## Nombres comunes
- palo xiote en Querétaro; cuajiote colorado en San Luis Potosí; cuajiote amarillo en Morelos.